# 山形県立保健医療大学
山形県立保健医療大学（やまがたけんりつほけんいりょうだいがく、英語: Yamagata Prefectural University of Health Sciences）は、山形県山形市上柳260に本部を置く日本の公立大学。1997年創立、2000年大学設置。略称は、山形保大。

## 沿革
- 1997年 山形県立保健医療短期大学として開学
- 2000年 山形県立保健医療大学に移行
- 2004年 大学院（修士課程）設置
- 2017年 大学院（博士前期課程・博士後期課程）設置

## 学部
- 保健医療学部
  - 看護学科
  - 理学療法学科
  - 作業療法学科

## 大学院
- 保健医療学研究科（博士前期課程）

　保健医療学専攻（定員12名）
- 看護学学分野
- 理学療法学分野
- 作業療法学分野

- 学位
  - 修士（看護学）
  - 修士（理学療法学）
  - 修士（作業療法学）

- 保健医療学研究科（博士後期課程）
- 保健医療学専攻（定員3名）
  - 看護学学分野
  - 理学療法学分野
  - 作業療法学分野
- 学位
  - 博士（看護学）
  - 博士（理学療法学）
  - 博士（作業療法学）

## 学生生活
１年から4年までそれぞれの学科で看護学実習がある。
また、毎年6月に「上柳祭」という名の学園祭を行っており、看護学科であれば血圧測定などといった学科特有の出し物を行っている。
部活動・クラブ活動・サークル活動 
- 体育系

ソフトテニス・バレーボール・男女バスケットボール・野球・ソフトボール・男女サッカー・バドミントン・陸上・弓道・ダーツ
- 文化系

バンド・ギター・清い翼・手話・トーンチャイム・ほめてのばす会・茶道・キネステティクス・道民会・映画・ダンス・花の会
それぞれのサークルで大会に出場したり合宿などを行っている。
特に花笠サークル「花の会」は学内一の人数で構成されるほどの人気があり、上柳際や花笠まつり等で踊りを披露している。

## 他大学との協定
- 山形ゆうキャンパス
- 放送大学学園と単位互換協定を結んでおり、放送大学で取得した単位を卒業に要する単位として認定することができる[2]

## 交通
奥羽本線・南出羽駅から徒歩10分。
駐車場があり、約半数の学生が自家用車で通学している。

## 周辺
山形市の北部にあり、キャンパスの北側に村山高瀬川が流れる。百歳橋（ももとせばし）で村山高瀬川を渡るとすぐに山形県立中央病院があり、川を含んだ周辺地域は、健康の森公園と呼ばれる緑地となっている。
寮はなく近くのアパートを借りたり、実家から通学などをしている。